# Iwan Sergejewitsch Tregubow
Iwan Sergejewitsch Tregubow (russisch Иван Сергеевич Трегубов; * 19. Januar 1930 in Liwadka (Mordwinien); † 22. Dezember 1992 in Moskau) war ein russischer Eishockeyspieler.

## Karriere
Während seiner Karriere spielte der Verteidiger bei HK ZSKA Moskau und Chimik Woskressensk. Insgesamt erzielte er 57 Tore in 221 Spielen in der sowjetischen Liga. So wurde er in das Team der sowjetischen Eishockeynationalmannschaft berufen. Am 10. Februar 1954 stand er in einem Spiel gegen die DDR zum ersten Mal für die Sbornaja auf dem Eis. Seine internationale Karriere wurde mit der Goldmedaille bei den Olympischen Winterspielen 1956 gekrönt. Für die Nationalmannschaft erzielte er 29 Tore in 100 Länderspielen. Am 5. März 1961 bestritt er sein letztes Länderspiel. 1956 wurde er in die „Russische Hockey Hall of Fame“ aufgenommen.